# Неравенство Гаусса
В теории вероятностей неравенство Гаусса даёт верхнюю границу вероятности того, что одномодальная случайная величина выходит за пределы интервала с центром в её моде.
Пусть X — одномодальная случайная величина с модой m и пусть τ 2 есть математическое ожидание (X − m)2. (τ2 может также быть выражено как (μ − m)2 + σ2, где μ и σ являются средним значением и стандартным отклонением X.)
{\displaystyle \Pr(|X-m|>k)\leq {\begin{cases}\left({\frac {2\tau }{3k}}\right)^{2},&{\text{if }}k\geq {\frac {2\tau }{\sqrt {3}}};\\[6pt]1-{\frac {k}{\tau {\sqrt {3}}}},&{\text{if }}0\leq k\leq {\frac {2\tau }{\sqrt {3}}}.\end{cases}}}
Эта теорема была впервые доказана Гауссом в 1823 году.

## Доказательство
Без ограничения общности можно считать, что мода находится в нуле, то есть {\displaystyle m=0}.

### Переход к квантилям
Рассмотрим вероятность того, что выполняется неравенство {\displaystyle \left\vert X\right\vert \leq x}, как функцию от {\displaystyle x}:
{\displaystyle p\left(x\right)=\int \limits _{-x}^{x}f\left(z\right)dz.}
Так как {\displaystyle f\left(x\right)} является неотрицательной функцией, то {\displaystyle p(x)} растёт с ростом {\displaystyle x}.
Кроме того, по определению определённого интеграла:
{\displaystyle p\left(0\right)=0.}
В силу формулы Лейбница:
{\displaystyle {\frac {dp}{dx}}=f\left(x\right)+f\left(-x\right).}
Рассмотрим обратную функцию (квантиль) распределения случайной величины {\displaystyle \left\vert X\right\vert }:
{\displaystyle x=q\left(p\right).}
В силу теоремы о производной обратной функции:
{\displaystyle q^{\prime }\left(p\right)={\frac {dx}{dp}}=\left[{\frac {dp}{dx}}\right]^{-1}={\frac {1}{f\left(x\right)+f\left(-x\right)}}.}
Заметим, что с ростом {\displaystyle p} возрастает и {\displaystyle x}, в силу унимодальности с ростом по модулю {\displaystyle x} функция {\displaystyle f\left(x\right)} не возрастает, значит с ростом {\displaystyle x} функция {\displaystyle q^{\prime }\left(p\right)} не убывает.

### Линеаризация функцииq(p){\displaystyle q\left(p\right)}
Выберем произвольную точку {\displaystyle q_{0}=q\left(p_{0}\right)} и линеаризуем {\displaystyle q\left(p\right)} точке {\displaystyle p_{0}}, то есть рассмотрим уравнение касательной прямой к этой функции в данной точке:
{\displaystyle L\left(p\right)=q\left(p_{0}\right)+q^{\prime }\left(p_{0}\right)\left(p-p_{0}\right)=q_{0}+q^{\prime }\left(p_{0}\right)\left(p-p_{0}\right).}
Данное уравнение можно переписать следующим образом:
{\displaystyle L\left(p\right)=q^{\prime }\left(p_{0}\right)\left(p-p_{1}\right),}
где
{\displaystyle p_{1}=p_{0}-{\frac {q_{0}}{q^{\prime }\left(p_{0}\right)}}=p_{0}\left(1-{\frac {q_{0}}{p_{0}\cdot q^{\prime }\left(p_{0}\right)}}\right)=g\cdot p_{0}.}
Поскольку величины {\displaystyle p_{0}}, {\displaystyle q_{0}}и {\displaystyle q^{\prime }\left(p_{0}\right)} являются неотрицательными, то
{\displaystyle 0\leq p_{1}\leq p_{0},}
а значит
{\displaystyle 0\leq g\leq 1.}
Так как {\displaystyle q^{\prime }\left(p\right)} не убывает с ростом {\displaystyle p}, а {\displaystyle L^{\prime }\left(p\right)=q^{\prime }\left(p_{0}\right)=\operatorname {const} ,}то разность {\displaystyle q^{\prime }\left(p\right)-L^{\prime }\left(p\right)} имеет тот же знак, что {\displaystyle p-p_{0}}. Из этого следует, что величина {\displaystyle q\left(p\right)-L\left(p\right)} всегда является неотрицательной, а следовательно:
{\displaystyle q\left(p\right)\geq L\left(p\right).}
Поскольку {\displaystyle q\left(p\right)\geq 0} то из {\displaystyle L\left(p\right)\geq 0} (то есть из {\displaystyle p\geq p_{1}}) следует
{\displaystyle L^{2}\left(p\right)\leq q^{2}\left(p\right)}.

### Получение оценки
Проинтегрируем последнее неравенство в пределах от {\displaystyle p_{1}}до {\displaystyle 1}:
{\displaystyle \int _{p_{1}}^{1}L^{2}\left(p\right)dp\leq \int _{p_{1}}^{1}q^{2}\left(p\right)dp\leq \int _{0}^{1}q^{2}\left(p\right)dp=\int _{-\infty }^{+\infty }x^{2}\cdot f\left(x\right)dx.}
Последнее выражение обозначим как {\displaystyle \tau ^{2}}:
{\displaystyle \tau ^{2}=\int _{-\infty }^{+\infty }x^{2}\cdot f\left(x\right)dx.}
Данная величина есть математическое ожидание квадрата случайной величины {\displaystyle X}. По свойствам дисперсии:
{\displaystyle \tau ^{2}=\mu ^{2}+\sigma ^{2},}
где {\displaystyle \sigma ^{2}}— дисперсия случайной величины {\displaystyle X}, {\displaystyle \mu } — её математическое ожидание.
Вычислим теперь интеграл в левой части последнего неравенства:
{\displaystyle \int _{p_{1}}^{1}L^{2}\left(p\right)dp=\int _{p_{1}}^{1}\left[q^{\prime }\left(p_{0}\right)\right]^{2}\left(p-p_{1}\right)^{2}dp=\left[q^{\prime }\left(p_{0}\right)\right]^{2}\left.{\frac {\left(p-p_{1}\right)^{3}}{3}}\right|_{p_{1}}^{1}=\left[q^{\prime }\left(p_{0}\right)\right]^{2}{\frac {\left(1-p_{1}\right)^{3}}{3}}\leq \tau ^{2}}
{\displaystyle p_{1}=p_{0}-{\frac {q_{0}}{q^{\prime }\left(p_{0}\right)}}.}
{\displaystyle p_{0}-p_{1}={\frac {q_{0}}{q^{\prime }\left(p_{0}\right)}}}
{\displaystyle q^{\prime }\left(p_{0}\right)={\frac {q_{0}}{p_{0}-p_{1}}}}
{\displaystyle \left[{\frac {q_{0}}{p_{0}-p_{1}}}\right]^{2}{\frac {\left(1-p_{1}\right)^{3}}{3}}\leq \tau ^{2}}
Преобразуем это неравенство к виду
{\displaystyle {\frac {q_{0}^{2}}{\tau ^{2}}}\leq {\frac {3\left(p_{0}-p_{1}\right)^{2}}{\left(1-p_{1}\right)^{3}}}={\frac {3\left(p_{0}-gp_{0}\right)^{2}}{\left(1-gp_{0}\right)^{3}}}={\frac {3p_{0}^{2}\left(1-g\right)^{2}}{\left(1-gp_{0}\right)^{3}}}.}

### Исследование верхней границы
Исследуем верхнюю границу на экстремальные значения (в зависимости от значения {\displaystyle g}). Начнём с нахождения корней производной:
{\displaystyle {\begin{aligned}{\frac {\partial }{\partial g}}\left[{\frac {3p_{0}^{2}\left(1-g\right)^{2}}{\left(1-gp_{0}\right)^{3}}}\right]=\\&=3p_{0}^{2}\cdot {\frac {2\left(1-g\right)\cdot \left(-1\right)\cdot \left(1-gp_{0}\right)^{3}-\left(1-g\right)^{2}\cdot 3\left(1-gp_{0}\right)^{2}\cdot \left(-p_{0}\right)}{\left(1-gp_{0}\right)^{6}}}=\\&={\frac {3p_{0}^{2}\left(1-g\right)\left(1-gp_{0}\right)^{2}\left[-2\left(1-gp_{0}\right)+3\left(1-g\right)p_{0}\right]}{\left(1-gp_{0}\right)^{6}}}=\\&={\frac {3p_{0}^{2}\left(1-g\right)}{\left(1-gp_{0}\right)^{4}}}\left[-2+2gp_{0}+3p_{0}-3gp_{0}\right]=\\&=-{\frac {3p_{0}^{2}\left(1-g\right)}{\left(1-gp_{0}\right)^{4}}}\left[2-3p_{0}+gp_{0}\right]\\\end{aligned}}}
Множитель перед квадратными скобками всегда отрицателен. Определим, когда выражения в квадратных скобках обращается в нуль:
{\displaystyle 2-3p_{0}+g_{0}\cdot p_{0}=0.}
Решая данное уравнение, получим:
{\displaystyle g_{0}\cdot p_{0}=3p_{0}-2.}
{\displaystyle g_{0}=3-{\frac {2}{p_{0}}}.}
Величина {\displaystyle g} также должно удовлетворять условию {\displaystyle 0\leq g\leq 1} :
{\displaystyle 0\leq 3-{\frac {2}{p_{0}}}\leq 1}
Решая данное неравенство, получим:
{\displaystyle -3\leq -{\frac {2}{p_{0}}}\leq -2}
{\displaystyle 2\leq {\frac {2}{p_{0}}}\leq 3}
{\displaystyle {\frac {1}{3}}\leq {\frac {p_{0}}{2}}\leq {\frac {1}{2}}}
{\displaystyle {\frac {2}{3}}\leq p_{0}\leq 1.}
Правое неравенство не даёт дополнительной информации. Левое же говорит, что корень будет принадлежать {\displaystyle \left[0;1\right]} только при {\displaystyle p_{0}\geq {\frac {2}{3}}.}
Рассмотрим сначала случай {\displaystyle p_{0}\leq {\frac {2}{3}}}.
В этом случае всегда
{\displaystyle {\frac {\partial }{\partial g}}\left[{\frac {3p_{0}^{2}\left(1-g\right)^{2}}{\left(1-gp_{0}\right)^{3}}}\right]\leq 0,}
а следовательно максимум выражения в квадратных скобках достигается при {\displaystyle g=0}:
{\displaystyle {\frac {q_{0}^{2}}{\tau ^{2}}}\leq 3p_{0}^{2}}
или
{\displaystyle p_{0}\leq {\frac {q_{0}}{\tau {\sqrt {3}}}}.}
Если же {\displaystyle p_{0}>{\frac {2}{3}}}, то максимум будет в точке {\displaystyle g_{0}=3-{\frac {2}{p_{0}}}={\frac {3p_{0}-2}{p_{0}}}.} Вычислим необходимые нам величины:
{\displaystyle 1-g_{0}=1-3+{\frac {2}{p_{0}}}={\frac {2}{p_{0}}}-2={\frac {2\left(1-p_{0}\right)}{p_{0}}}}
и
{\displaystyle 1-g_{0}p_{0}=1-\left(3p_{0}-2\right)=3\left(1-p_{0}\right).}
Подставляя эти выражения в исследуемое неравенство, получим:
{\displaystyle {\frac {q_{0}^{2}}{\tau ^{2}}}\leq {\frac {3p_{0}^{2}\left(1-g\right)^{2}}{\left(1-gp_{0}\right)^{3}}}={\frac {3p_{0}^{2}}{3^{3}\left(1-p_{0}\right)^{3}}}{\frac {2^{2}\left(1-p_{0}\right)^{2}}{p_{0}^{2}}}=\left({\frac {2}{3}}\right)^{2}{\frac {1}{1-p_{0}}}}
или
{\displaystyle 1-p_{0}\leq \left({\frac {2}{3}}\right)^{2}{\frac {\tau ^{2}}{q_{0}^{2}}}.}
Объединим полученные неравенства:
{\displaystyle {\frac {q_{0}^{2}}{\tau ^{2}}}\leq {\begin{cases}3p_{0}^{2},&p_{0}\leq {\frac {2}{3}}\\{\frac {4}{9}}{\frac {1}{\left(1-p_{0}\right)}},&p_{0}>{\frac {2}{3}}\end{cases}}}
Извлекая квадратный корень, окончательно получим:
{\displaystyle {\frac {q_{0}}{\tau }}\leq {\begin{cases}{\sqrt {3}}p_{0},&p_{0}\leq {\frac {2}{3}}\\{\frac {2}{3}}{\frac {1}{\sqrt {1-p_{0}}}},&p_{0}>{\frac {2}{3}}\end{cases}}}

### Обращение неравенств
Если {\displaystyle p_{0}\leq {\frac {2}{3}}}, то
{\displaystyle {\frac {q_{0}^{2}}{\tau ^{2}}}\leq 3p_{0}^{2}\leq 3\left({\frac {2}{3}}\right)^{2}={\frac {4}{3}}.}
Откуда получаем
{\displaystyle q_{0}\leq {\frac {2\tau }{\sqrt {3}}}.}
Это позволяет получить следующее неравенство:
{\displaystyle 1-p_{0}={\begin{cases}1-{\frac {q_{0}}{{\sqrt {3}}\tau }},&q_{0}\leq {\frac {2\tau }{\sqrt {3}}}\\{\frac {4}{9}}{\frac {\tau ^{2}}{q_{0}^{2}}},&q_{0}\geq {\frac {2\tau }{\sqrt {3}}}\end{cases}}}
Обозначая {\displaystyle p_{0}=p} и {\displaystyle q_{0}=x}, получим:
{\displaystyle \Pr \left\{\left|X\right|>x\right\}={\begin{cases}1-{\frac {x}{{\sqrt {3}}\tau }},&x\leq {\frac {2\tau }{\sqrt {3}}}\\{\frac {4}{9}}{\frac {\tau ^{2}}{x^{2}}},&x\geq {\frac {2\tau }{\sqrt {3}}}\end{cases}}.}

### Завершение доказательства
Выше мы предполагали, что мода случайной величины {\displaystyle X} равна нулю. В случае произвольной моды {\displaystyle m}, нужно приведённые выше рассуждения применить к случайной величине {\displaystyle X-m}, мода которой, очевидно, равна нулю. Тогда последняя формула примет вид:
{\displaystyle \Pr \left\{\left|X-m\right|>x\right\}={\begin{cases}1-{\frac {x}{{\sqrt {3}}\tau }},&x\leq {\frac {2\tau }{\sqrt {3}}}\\{\frac {4}{9}}{\frac {\tau ^{2}}{x^{2}}},&x\geq {\frac {2\tau }{\sqrt {3}}}\end{cases}}.}
Величина {\displaystyle \tau ^{2}}перейдём, по свойствам математического ожидания и дисперсии, в
{\displaystyle \tau ^{2}=\left(\mu -m\right)^{2}+\sigma ^{2}.}
Таким образом, теорема полностью доказана.